# Альфред Ріокре
Альфред Ріокре (фр. Alfred Riocreux 8 січня 1820 — 15 травня 1912) — французький ботанічний ілюстратор, описаний як «найвидатніший художник-ботанік свого часу».

## Біографія
Батьком Альфреда був Дені-Дезіре Ріокре (1791-1872), художник по порцеляні у «Manufacture Royale de Porcelain» в Севрі та один із останніх учнів П’єра-Жозефа Редуте. Погіршення зору змусило його залишити порцеляновий живопис і у 1815 році він обійняв посаду хранителя Музею порцеляни у Севрі. Навчаючись у свого батька, Ріокре швидко став майстерним художником.
Альфред також працював на фабриці в Севрі, а його праці, які містили ботанічні малюнки, були виставлені на Паризькому салоні у 1837, 1838 та 1855 роках. У 1870 році він був нагороджений Орденом Почесного легіону. У 1856 році він став членом «Société Impériale et Centrale d’Horticulture».
Його інтерес до ботанічної ілюстрації розширився завдяки зустрічі з ботаніком Адольфом Теодором Броньяром. Броньяр вперше познайомив Ріокре з Національним музеєм природознавства у Парижі, де він подружився з ботаніком та письменником Жозефом Декеном, який пізніше назвав рід «Riocreuxia» на його честь, та, у свою чергу, познайомив його з Гюставом Тюре. Жозеф Декен також використав талант Ріокре, щоб проілюструвати дев'ять томів "Le Jardin Fruitier du Muséum" (1858-1875). Це призвело до того, що Ріокре проілюстрував праці таких ботаніків як Етьєн Рауль ("Choix de Plantes de la Nouvelle-Zélande", 1846), Вільям Гемслі ("Handbook of Hardy Trees, Shrubs, and Herbaceous Plants", 1873) та Гюстав Тюре ("Notes Algologiques", 1876-1880 і "Etudes Phycologiques", 1878). Його ілюстрації також використовувалися в журналах "La Revue Horticole" та "Annales des Sciences Naturelles". Едуард Андре обрав Ріокре для оформлення гравюр для "Silva of North America" (в дванадцяти томах, 1890-1899 роки) Чарльза Сарджента. Працюючи у Парижі, Ріокре керував виробництвом шестисот пластин, намальованих олівцем Чарлзом Едвардом Факсоном та вигравіруваних Філібером та Еженом Пікартами. Тридцять оригінальних пластин Ріокре для "Choix de Plantes de la Nouvelle-Zélande" зберігаються в гербарії в Королівських ботанічних садах в К'ю. Він був першим, хто використав мікроскоп для дослідження зрізів рослин. Роботи Альфреда Ріокре можна побачити в Музеї Фіцвільяма в Кембриджі.
Колекція з 86 малюнків Ріокре (чотири з яких показано нижче) колись зберігалася в Дендрарії Арнольда Гарвардського університету - Чарльз Спрег Сарджент був його першим директором протягом 1872-1927 років. Колекція була описана як «надзвичайно рідкісна та вишукано ілюстрована... переплетена у сап'янов шкіру, чудово оброблена, без дати».

## Gallery

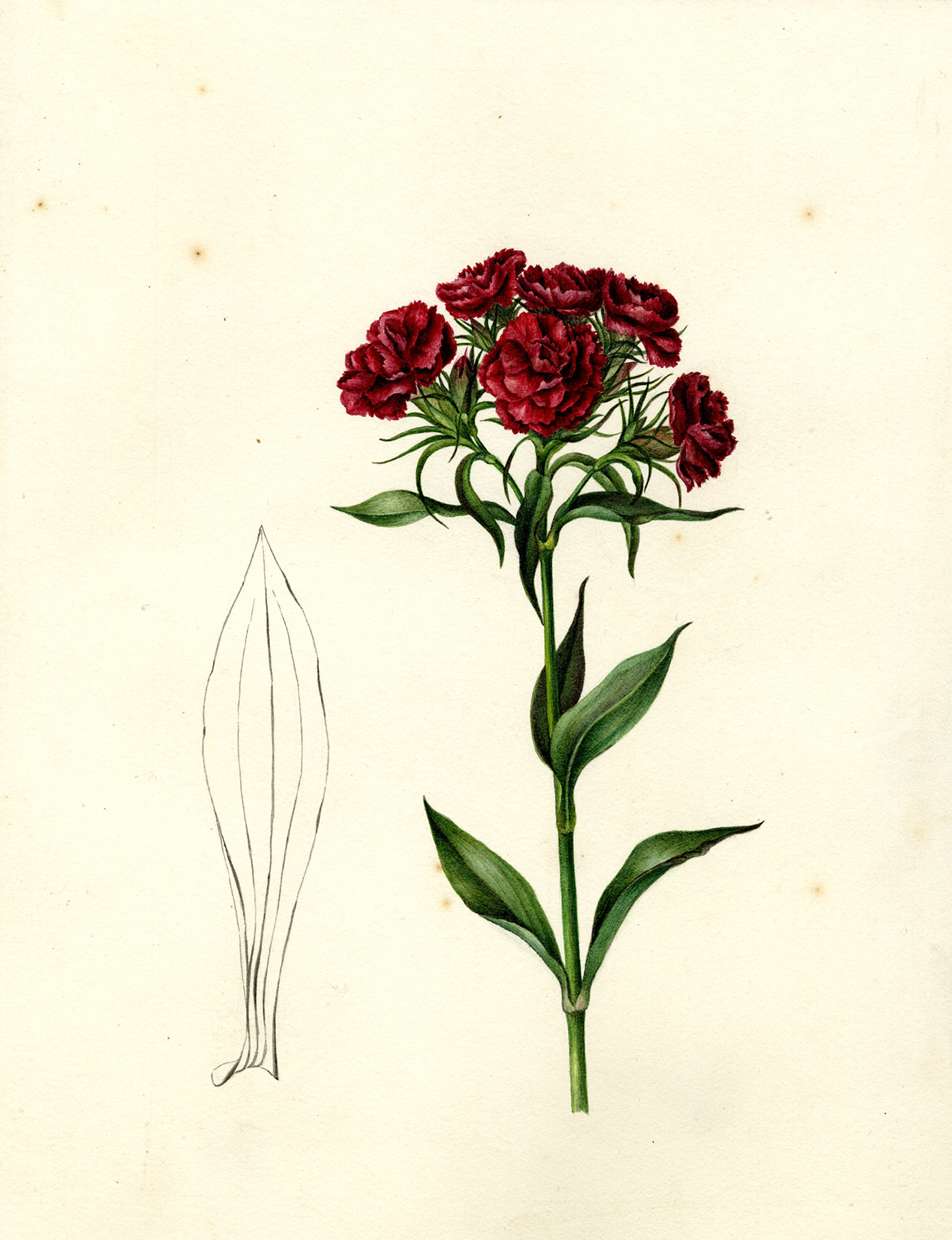
Dianthus barbatus
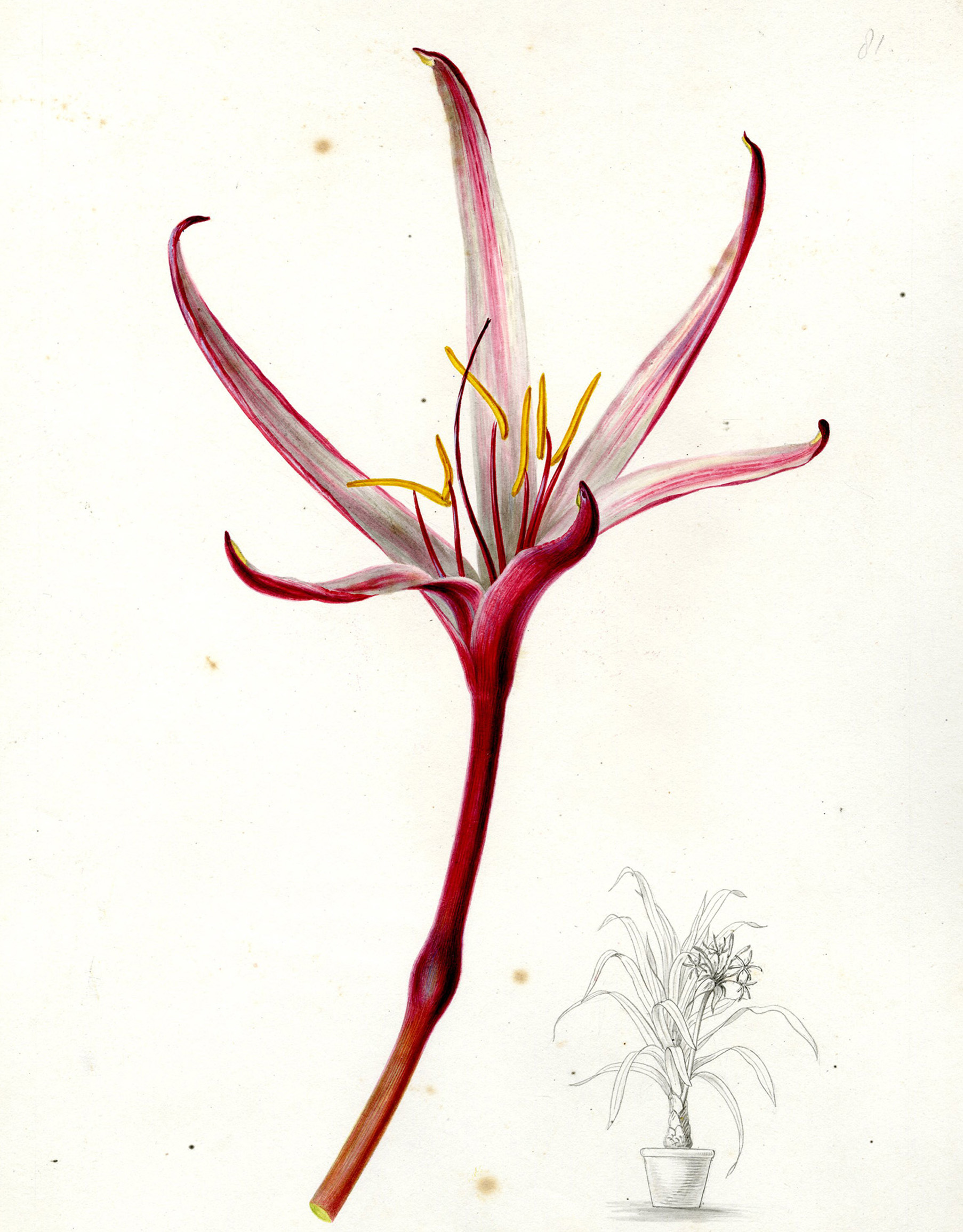
Crinum amabile
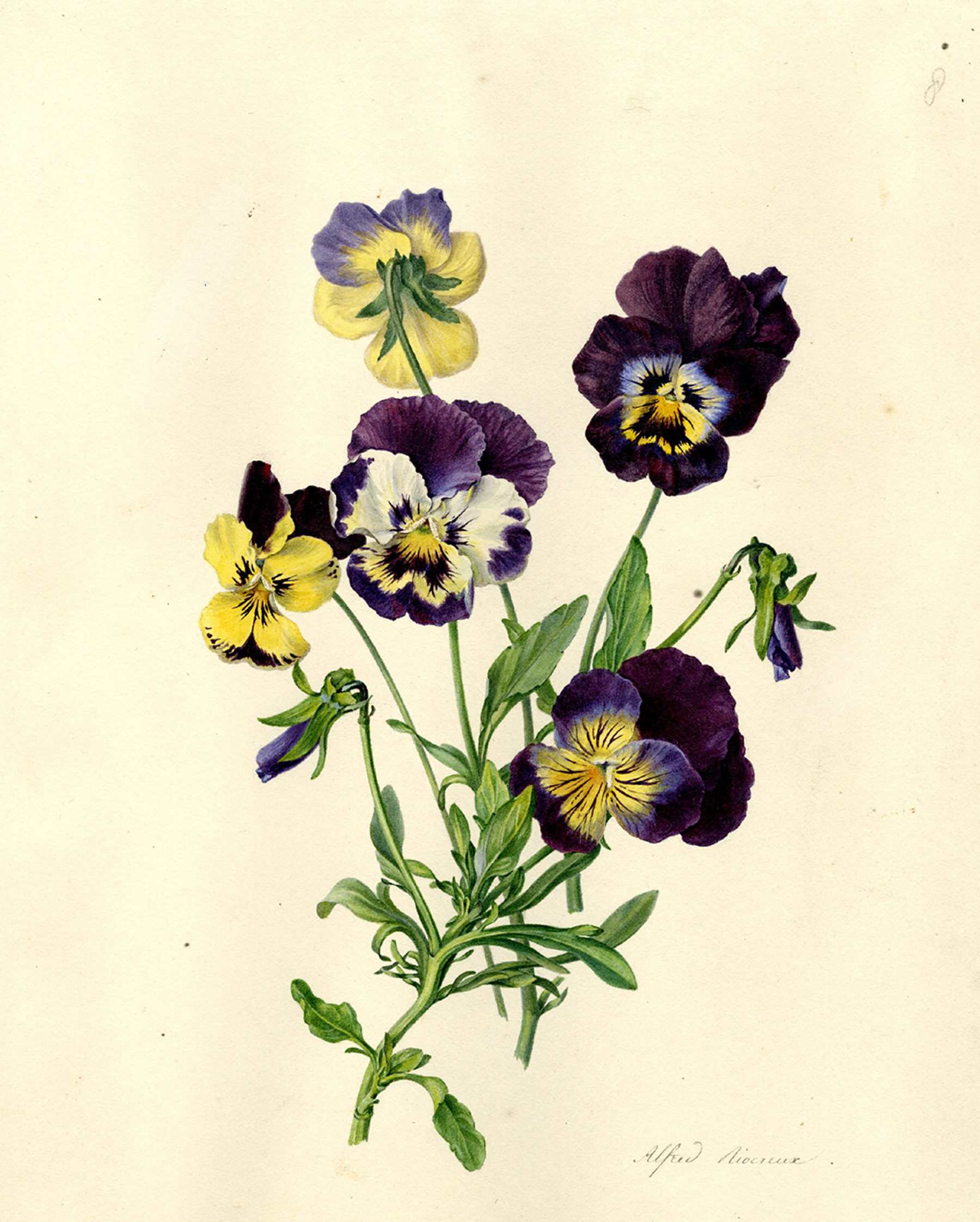
Viola
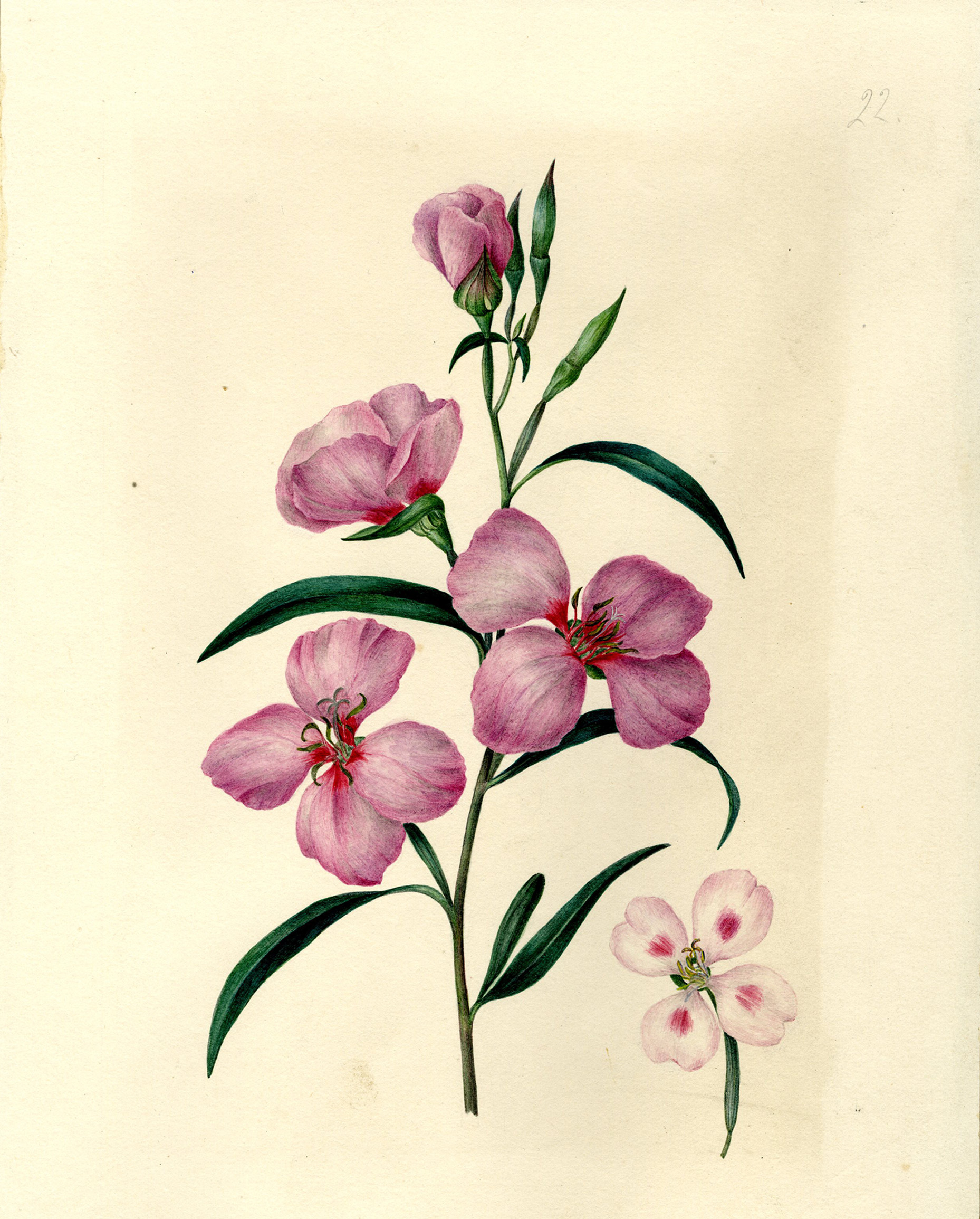
Clarkia rubicunda